# Ronaldo Meosido
Ronaldo Meosido (sinh ngày 30 tháng 6 năm 1991, ở Manokwari) là một cầu thủ bóng đá người Indonesia thi đấu cho Perseru Serui ở Liga 1 ở vị trí tiền vệ 

## Sự nghiệp câu lạc bộ
Ronaldo có màn ra mắt trước Mitra Kukar ở vòng đầu Indonesia Soccer Championship A 2016 
Bàn thắng đầu tiên anh ghi bàn trước Persiba Balikpapan, lúc đó, anh ghi bàn từ pha đá phạt 